# Pfalzdorf
Pfalzdorf is een Ortsteil van de Duitse gemeente Goch in de regio Nederrijn in Noordrijn-Westfalen. Op 30 juni 2016 telde Pfalzdorf 6.959 inwoners.
Pfalzdorf werd in de 18e eeuw gesticht door een groep protestanten uit Bad Kreuznach en Simmern in de Keurpalts, die via de Nederlanden naar Amerika wilden reizen. Bij Schenkenschans werd hen echter de doortocht door Nederland geweigerd en zo zijn ze in het land van Kleef blijven steken. Door de gemeente Goch werd hun in 1741 een flink areaal aan hooggelegen heidegrond toegewezen waar ze zich mochten vestigen. 
De planmatig gebouwde nederzetting heeft het karakter van een dunbebouwde veenkolonie met lange rechte wegen. Door bouwvoorschriften vanuit Kleef ontstond aan deze wegen een homogeen boerderijtype van woonhuis en stalgedeelte onder een langgerekt schilddak, daarnaast ook enkele T-boerderijen. Het dorp had tussen 1880 en 1992 een halte aan de spoorlijn Keulen - Kranenburg.

## Taalsituatie
Omdat het een protestants dorp in een rooms-katholieke streek betrof, heeft de groep haar eigen Paltsische dialect kunnen handhaven. Dit dialect, een mengsel van Rijnfrankisch en Moezelfrankisch, wordt echter door de huidige jongere generatie nog nauwelijks gesproken. Het gebied rond Pfalzdorf en de nabijgelegen gehuchten Louisendorf en Neulouisendorf is een taaleiland binnen het Kleverlands het pfälzische Sprachinsel am Niederrhein of "gat van Pfalzdorf".

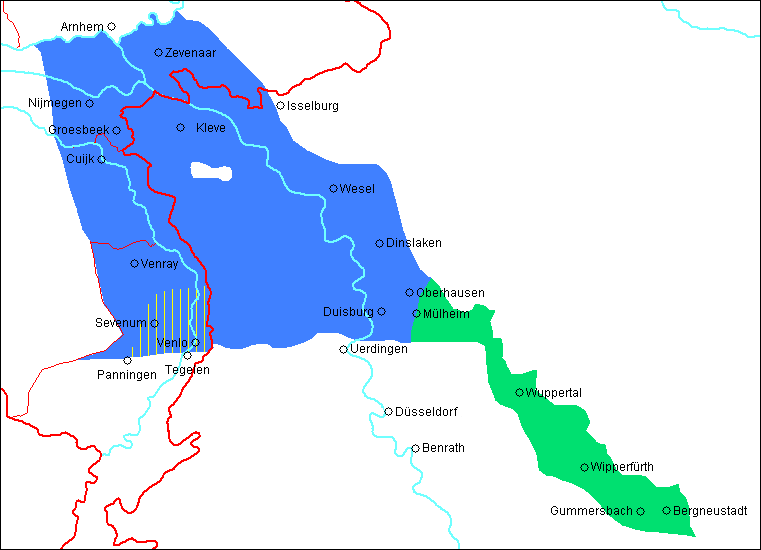
Topografische verspreiding van het Kleverlands (blauw) en Oost-Bergisch (groen) volgens de definities van Georg Cornelissen en Jan Goossens. De witte vlek binnen het Kleverlands is het taaleiland van Pfalzdorf en omgeving.

## Afbeeldingen

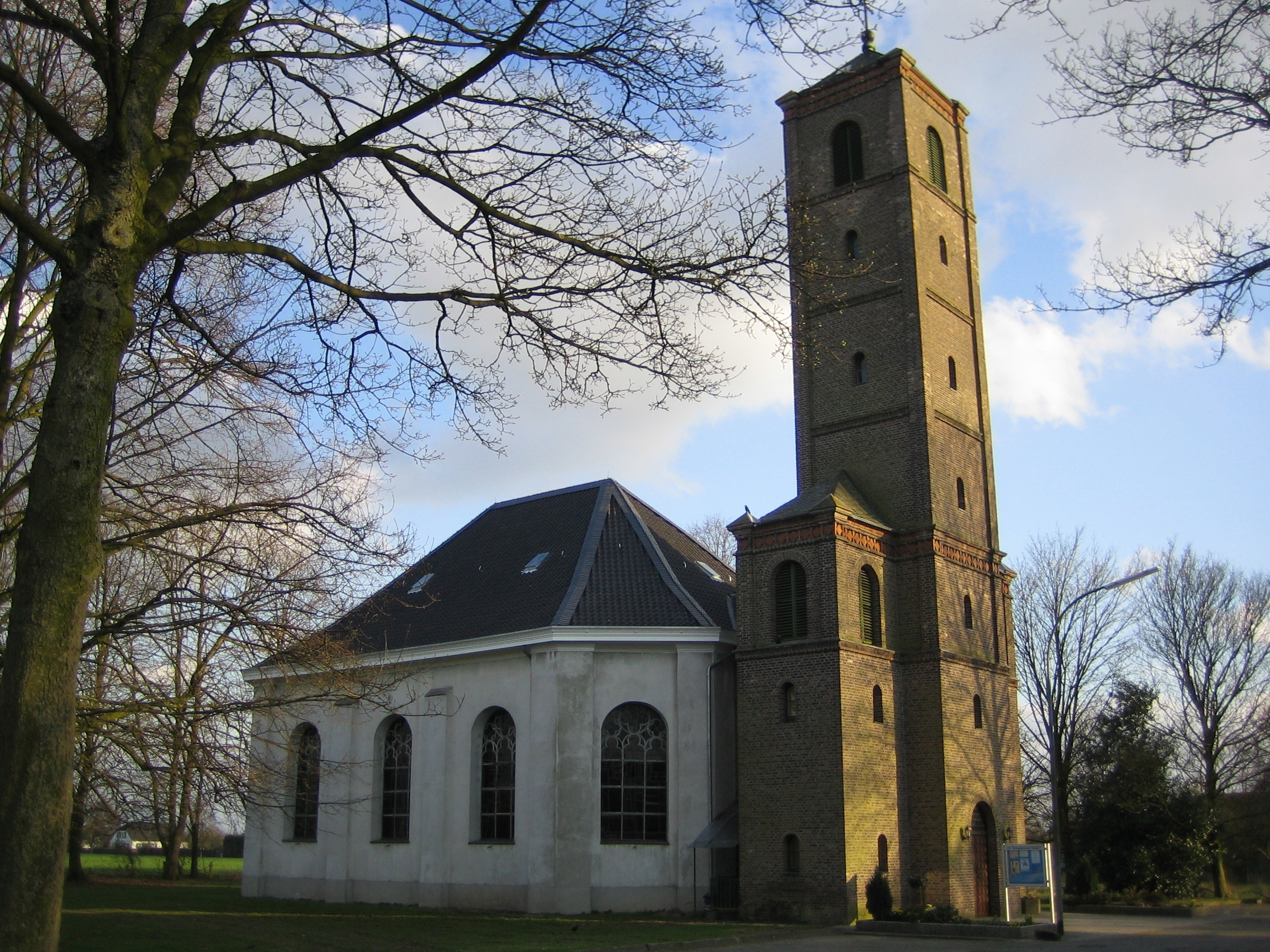
Evangelische Westerkerk
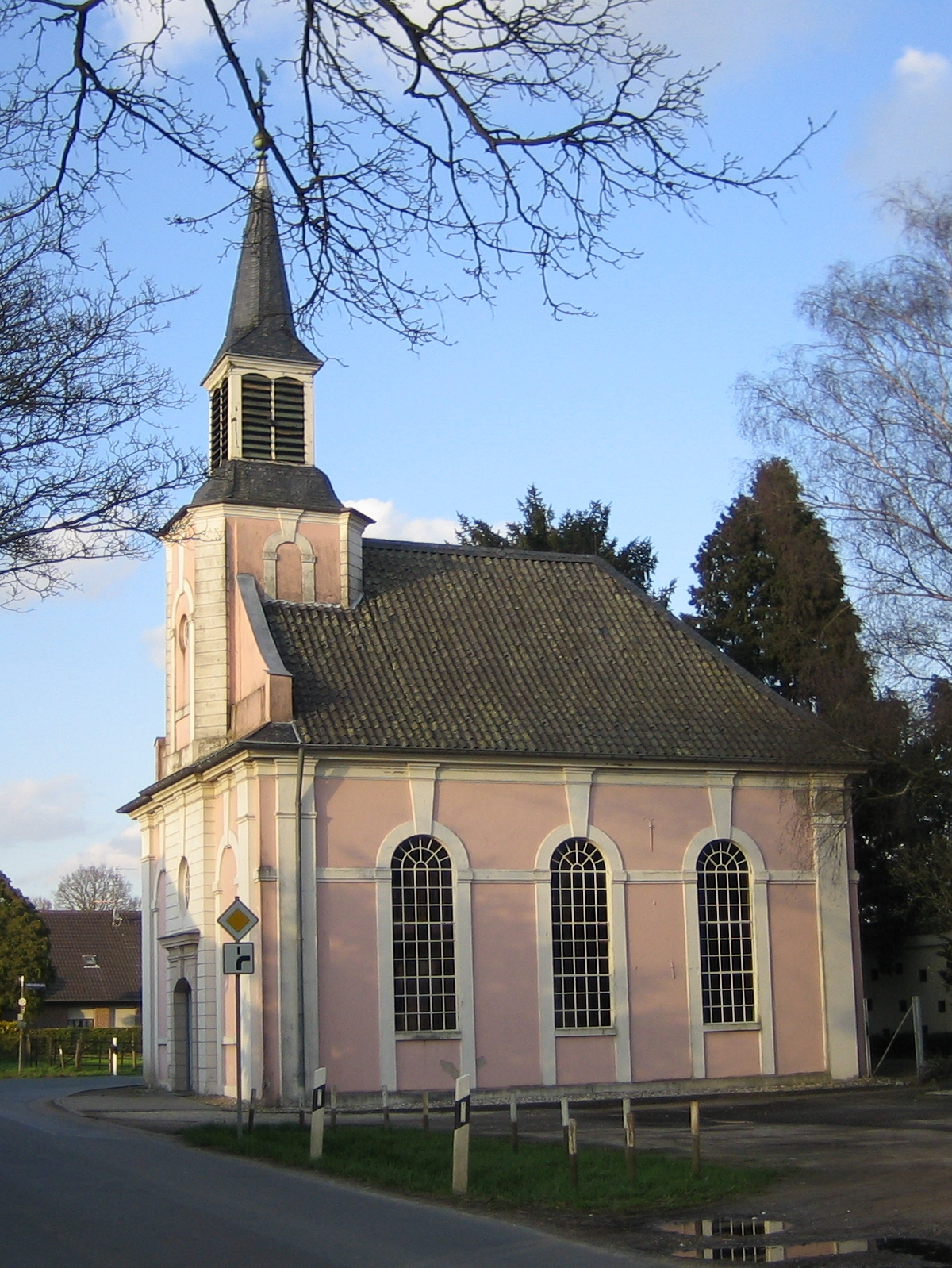
Evangelische Oosterkerk
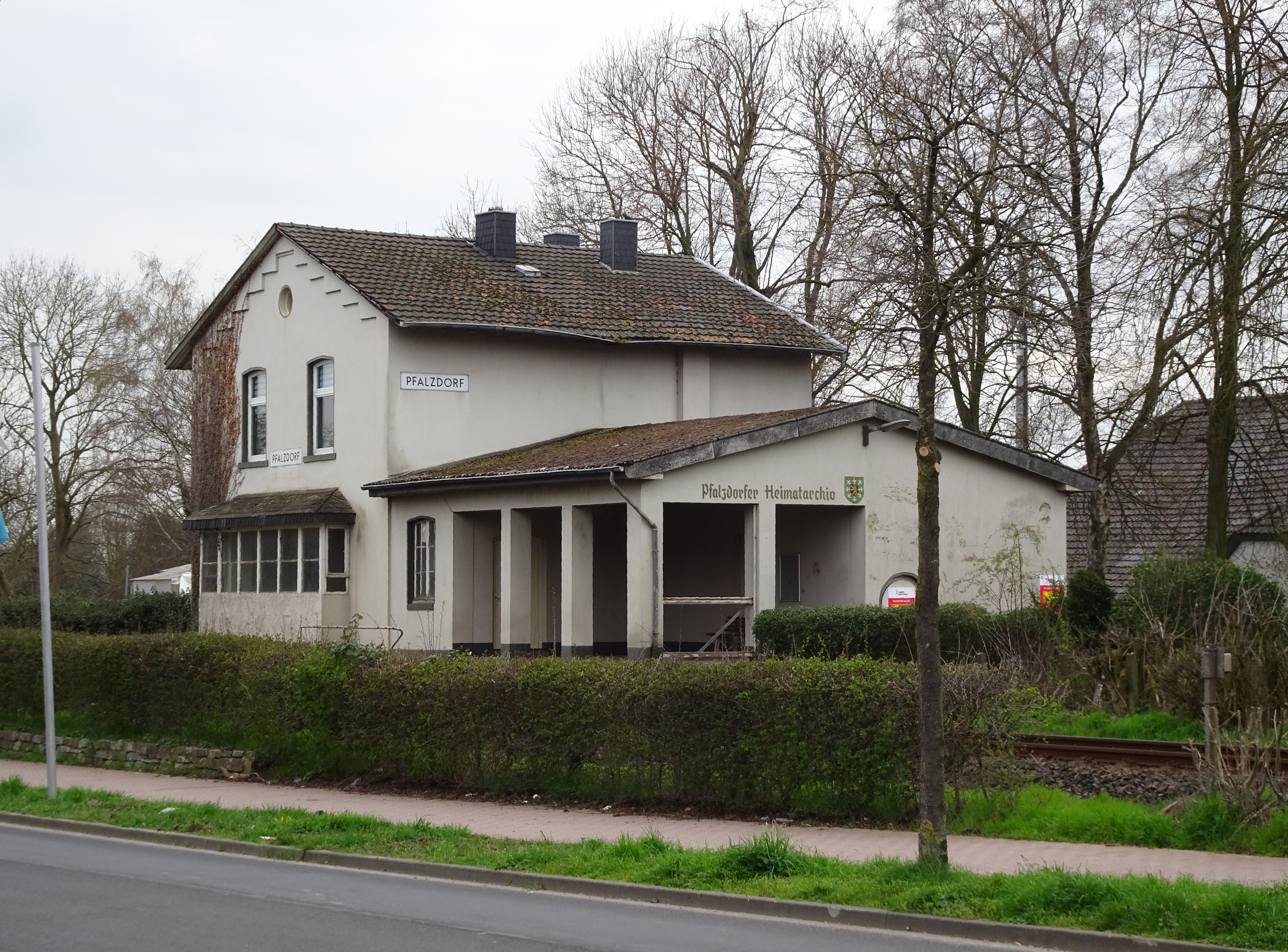
voormalig station
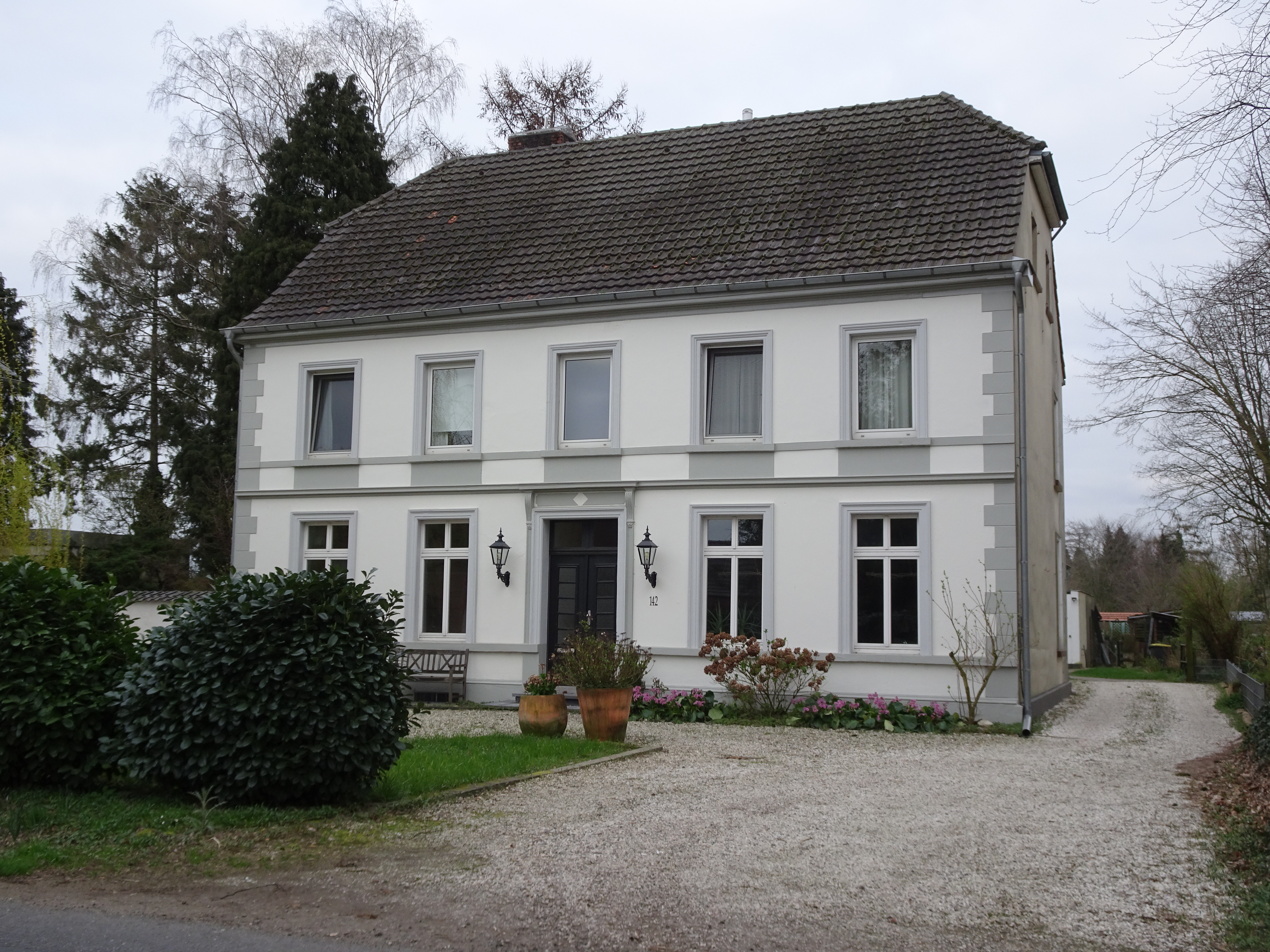
huis aan de Kirchstraße
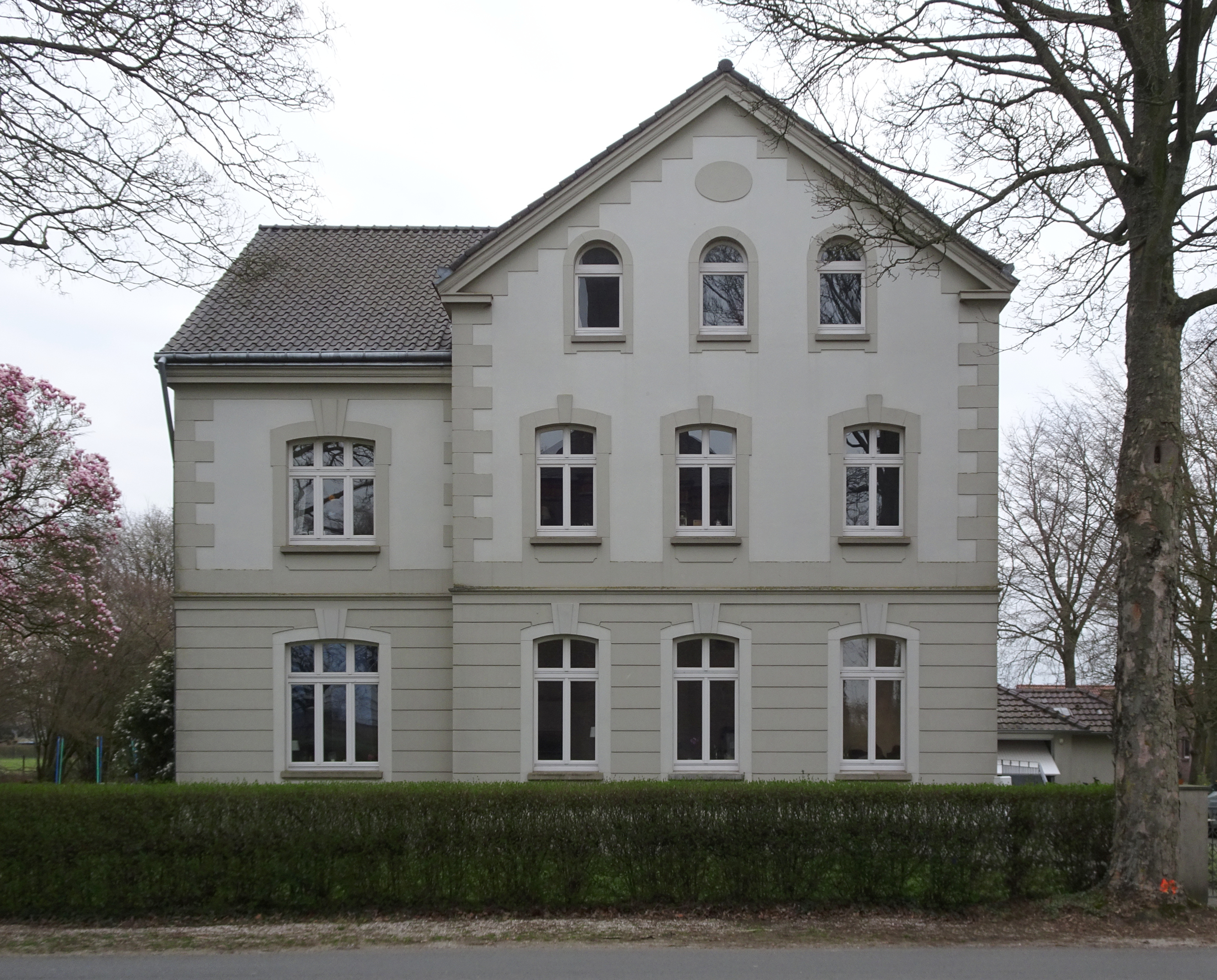
huis aan de Kirchstraße
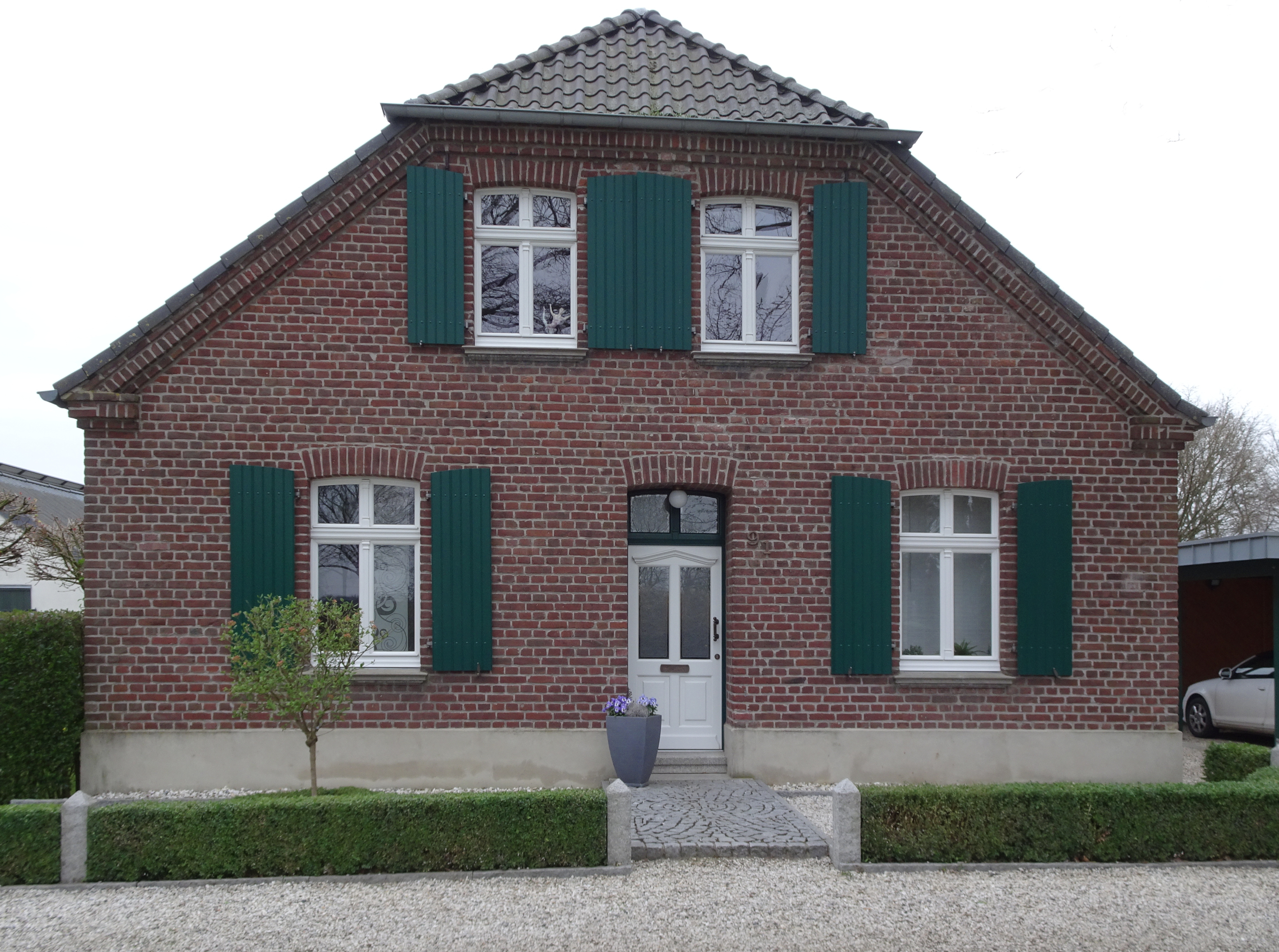
huis aan de Kirchstraße
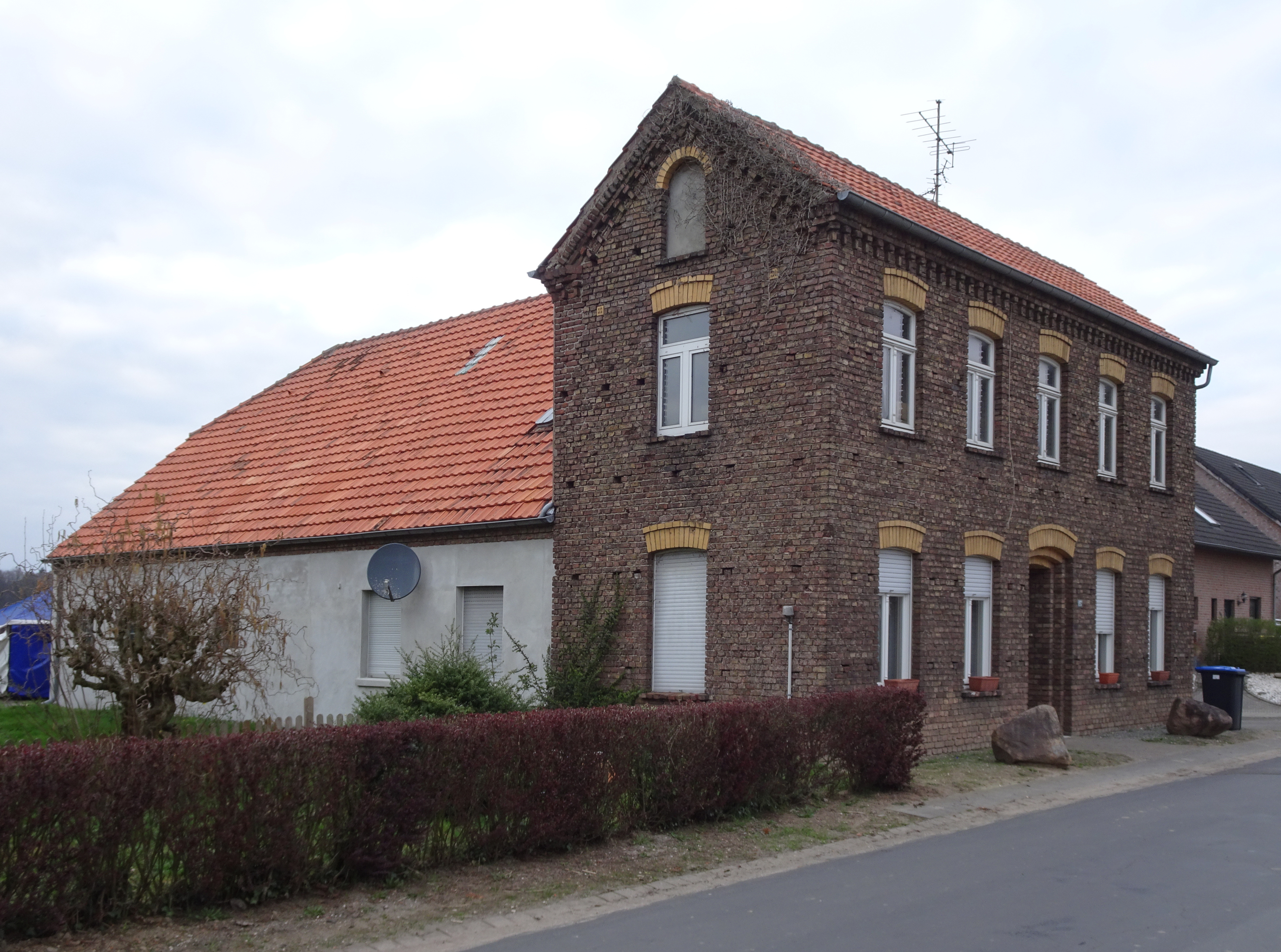
huis aan de Kirchstraße

## Verenigingen
- Boogschietvereniging: Bogensport-Pfalzdorf
- Carnavalsvereniging: IPK, Interessengemeinschaft Pfalzdorfer Karneval
- Cultuurvereniging: Pfälzerbund am Niederrhein e.V.
- Dansgroep: Jugendtanzgruppe Pfalzdorf
- Dansgroep: Kindertanzgruppe Pfalzdorf
- Fanfaregroep: BSV Pfalzdorf 1953 e.V.
- Fiets- en wandelvereniging: Rad- und Wanderfreunde RWF St.-Martinus Pfalzdorf
- Heimat- und Verschönerungsverein Pfalzdorf
- Imkervereniging: Imkerverein Pfalzdorf
- Koor: Evangelischer Posaunenchor der Kirchengemeinde Pfalzdorf
- Koor: Family-Singers Pfalzdorf
- Motorclub: Motor Sport Club "Flott weg" Pfalzdorf
- Paardensportvereniging: Reit- und Fahrverein "Blücher" Pfalzdorf 1909 im Reitzentrum Heidhausen
- Schutterij: Schützenverein Pfalzdorf 1926 e.V.
- Sportvereniging (atletiek, badminton, boogschieten, turnen, voetbal): VfB Alemannia Pfalzdorf
- Theatergroep: Theatergruppe "Zick-Zack"
- Vrouwenbond: Rheinische Landfrauen Pfalzdorf
- Werknemersvereniging: KAB Katholische Arbeitnehmer Bewegung, Pfalzdorf